# Pueblito de Guadalupe
Pueblito de Guadalupe är en ort i Mexiko.   Den ligger i kommunen Pinos och delstaten Zacatecas, i den centrala delen av landet, 400 km nordväst om huvudstaden Mexico City. Pueblito de Guadalupe ligger 2 163 meter över havet och antalet invånare är 328.
Terrängen runt Pueblito de Guadalupe är lite kuperad. Runt Pueblito de Guadalupe är det ganska glesbefolkat, med 21 invånare per kvadratkilometer. Närmaste större samhälle är Matancillas, 17,6 km söder om Pueblito de Guadalupe. Omgivningarna runt Pueblito de Guadalupe är i huvudsak ett öppet busklandskap.